# Eva Mudocci
Eva Mudocci (1872–1953) tên khai sinh là Evangeline Hope Muddock, là một nghệ sĩ vĩ cầm người Anh. Bà từng đi lưu diễn khắp châu Âu với nghệ sĩ dương cầm Bella Edwards. Mudocci là bạn, nhưng cũng có thể là người yêu của nghệ sĩ Edvard Munch.

## Cuộc sống đầu đời
Eva Mudocci tên khai sinh là Evangeline Hope Muddock. Bà sinh khoảng năm 1872 tại Brixton, Luân Đôn. Cha bà là nhà báo và tác giả người Anh J. E. Preston Muddock, còn mẹ là Lucy Mary Hann, một nghệ sĩ vĩ cầm.

## Sự nghiệp
Mudocci biểu diễn trước công chúng lần đầu vào năm 9 tuổi, với tên gọi là Quý cô Rose Lynton, đó là nghệ danh mà bà được biết đến trong thập kỷ đầu tiên của sự nghiệp. Khi còn nhỏ, bà đã biểu diễn ở cả khu vực mình sống và thậm chí là trên toàn nước Anh. Buổi ra mắt chính thức của bà tại Prince's Hall là vào ngày 23 tháng 5 năm 1891 trong một buổi trình bày giới thiệu các bản độc tấu vĩ cầm, các bài hát và tứ tấu của nhà soạn nhạc Louis Spohr. Mudocci sau đó đã gặp được nghệ sĩ dương cầm Bella Edwards, người mà bà đã sống cùng và biểu diễn cùng nhau trong 5 năm. Bà đã đi lưu diễn vòng quanh châu Âu với Edwards, điều này đã mang lại cho Eva những lời khen ngợi từ giới phê bình.

## Đời tư

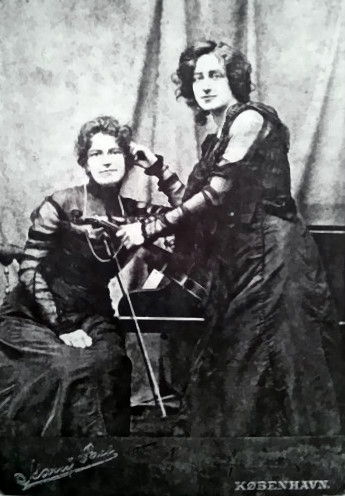
Eva Mudocci và Bella Edwards

Mudocci và Edvard Munch có dịp gặp nhau vào năm 1903, khi họ được giới thiệu tại Paris bởi nhà soạn nhạc Frederick Delius, một người bạn của Munch. Người ta tin rằng Mudocci và Munch đã trở thành người yêu của nhau, mối quan hệ này tiếp tục cho đến những năm 1908 và họ vẫn giữ liên lạc cho đến năm 1927. Mudocci được mô tả là một người đồng tính nữ, được cho là có mối quan hệ tình cảm cũng như nghề nghiệp với Bella Edwards. Munch đã thực hiện ba bức tranh thạch bản về Mudocci, một bức bao gồm cả Edwards. Mudocci còn là nguồn cảm hứng của Henri Matisse cũng như Munch.
Vào tháng 12 năm 1908, Mudocci sinh đôi Isobel và Kai tại một phòng khám tư nhân ở Nykøbing Falster, Đan Mạch. Người ta suy đoán rằng Munch là cha của cặp song sinh khi ông qua đời mà không có con. Vào năm 2012, cháu gái của Mudocci, Janet Weber đã sẵn sàng thực hiện xét nghiệm ADN để chứng minh điều này.

## Qua đời và di sản
Mudocci qua đời năm 1953. Có một bức tranh chưa hoàn thành vẽ về bà mang tên Chân dung Eva Mudocci nằm trong bộ sưu tập của Bảo tàng Nghệ thuật Flaten tại Đại học St. Olaf, Minnesota, Hoa Kỳ. Tác phẩm này thường được chấp nhận là vẽ về Mudocci và có lẽ được vẽ vào khoảng năm 1904– 05, nhưng những ý kiến khác lại tranh cãi về việc liệu người vẽ có phải Munch hay không. Năm 1959, bức tranh được bán bởi sự kế thừa của họa sĩ minh họa người Đan Mạch Kay Nielsen, một người bạn thân trong gia đình của Mudocci.
Năm 1984, Andy Warhol đã sử dụng mực acrylic và lụa trên tác phẩm ông sáng tác có chất liệu in vải bạt mang tên Eva Mudocci (hậu Munch).

## References
1. 1 2 3  “The Brooch. Eva Mudocci, 1903”. www.nasjonalmuseet.no. Lưu trữ bản gốc ngày 17 tháng 9 năm 2019. Truy cập ngày 21 tháng 4 năm 2022.
2. 1 2 3 4  Brown, Mark; correspondent, arts (27 tháng 8 năm 2012). “Edvard Munch was my grandfather, says Surrey-born nun”. Lưu trữ bản gốc ngày 9 tháng 1 năm 2022. Truy cập ngày 21 tháng 4 năm 2022 – qua www.theguardian.com.
3. ↑  Evangeline Hope Muddock England and Wales Birth Registration Index, 1837–2008. Lưu trữ ngày 23 tháng 4 năm 2022 tại Wayback Machine Family Search. Retrieved 24 July 2019.
4. 1 2  About Eva Mudocci Lưu trữ ngày 17 tháng 7 năm 2019 tại Wayback Machine, evamudocci.com Retrieved 24 July 2019.
5. ↑  Hornby, Emma; Maw, David Nicholas (2010). Essays on the History of English Music in Honour of John Caldwell: Sources, Style, Performance, Historiography. Boydell & Brewer. tr. 244. ISBN 978-1-84383-535-6. Bản gốc lưu trữ ngày 23 tháng 4 năm 2022. Truy cập ngày 21 tháng 4 năm 2022.
6. 1 2  Shore, Rima (29 tháng 4 năm 2019). “Lady with a Brooch Violinist Eva Mudocci: a Biography and a Detective Story”. St. Olaf College. Lưu trữ bản gốc ngày 2 tháng 9 năm 2019. Truy cập ngày 2 tháng 9 năm 2019.
7. 1 2  SPENS, MICHAEL. “Munch: The Problem With Women”. Studio International – Visual Arts, Design and Architecture. Lưu trữ bản gốc ngày 23 tháng 11 năm 2020. Truy cập ngày 21 tháng 4 năm 2022.
8. 1 2  Sophie Fuller; Lloyd Whitesell (2002). Queer Episodes in Music and Modern Identity. University of Illinois Press. tr. 95. ISBN 978-0-252-02740-6. Bản gốc lưu trữ ngày 23 tháng 4 năm 2022. Truy cập ngày 21 tháng 4 năm 2022.
9. 1 2 3  Does a Minnesota college own a portrait by Edvard Munch? Lưu trữ ngày 5 tháng 3 năm 2021 tại Wayback Machine Ruth Lopez, The Art Newspaper, 16 April 2019. Retrieved 24 July 2019.
10. ↑  “Did Edvard Munch paint a mystery work at St. Olaf College? That's up for debate”. CANVAS Arts. 14 tháng 5 năm 2019. Lưu trữ bản gốc ngày 23 tháng 4 năm 2021. Truy cập ngày 21 tháng 4 năm 2022.
11. ↑  Andy Warhol EVA MUDOCCI (AFTER MUNCH). Lưu trữ ngày 17 tháng 7 năm 2019 tại Wayback Machine Sotheby's. Retrieved 24 July 2019.